# گراسیلا چیچیلنیسکی
گراسیلا چیچیلنیسکی(زاده:۱۹۴۴) یک اقتصاد ریاضیدان آمریکایی-آرژانتینی است. او متخصص تغییرات آب و هوا، واستاد اقتصاد دانشگاه کلمبیا است.